# Inja (Film)
Inja ist ein australisch-südafrikanischer Kurzfilm von Steve Pasvolsky aus dem Jahr 2002.

## Handlung
In der Kolonie Südafrika kümmert sich der junge Xhosa-Junge Thembile auf der Farm des Weißen Johannes liebevoll um einen herrenlosen Hund. Er zähmt ihn, bastelt ihm ein Halsband und will ihn sich zum Freund machen. Johannes beobachtet ihn und den Hund und befiehlt Thembile eines Tages, den Hund in einen Sack zu stecken. Widerwillig kommt Thembile dem nach. Johannes verschnürt den Sack und tritt schließlich auf ihn ein. Im Inneren ist das Jaulen des Hundes zu hören. Schließlich zwingt Johannes Thembile mit vorgehaltenem Gewehr, den Sack zu öffnen – der Hund flieht vor Thembile.
Zehn Jahre vergehen und Südafrika ist inzwischen eine eigenständige Republik geworden. Thembile ist erwachsen und immer noch auf Johannes’ Farm. Auch der Hund ist noch auf der Farm, gehorcht Johannes und vertreibt immer wieder aggressiv jeden, der in seine Nähe kommt. Eines Tages brechen Thembile und Johannes auf, um die Zäune der Farm zu reparieren. Da Thembile die Zaunpfähle nicht stark genug mit dem Hammer in den Boden treibt, macht Johannes ihm vor, wie es richtig geht. Dabei bricht er zusammen. Thembile holt ihm lebensnotwendige Medizin, kann sie ihm jedoch nicht geben, weil der Hund Johannes verteidigt. Johannes weist Thembile an, den Hund zu erschießen. Thembile verharrt unentschlossen.

## Produktion
Inja entstand im Jahr 2000 als Abschlussfilm von Steven Pasvolsky an der Australian Film Television and Radio School, an der Pasvolsky seinen Master erlangte. Der Film wurde in Südafrika gedreht. Die Kostüme und Filmbauten stammen von Justine Kerrigan. Der Film lief unter anderem 2002 auf dem Sundance Film Festival und dem LA Shorts Fest.

## Auszeichnungen
Das Australian Film Institute nominierte den Film 2001 für einen AFI Award in den Kategorien Bester Kurzfilm und Bestes Kurzfilmdrehbuch. Auf dem Aspen Shortsfest gewann der Film 2002 den Jurypreis für den besten Studentenfilm und wurde auf dem LA Shorts Fest als Bester ausländischer Kurzfilm nominiert. Inja erhielt 2003 eine Oscarnominierung in der Kategorie Bester Kurzfilm.